# Staffanstorp (comuna)
Staffanstorp (em sueco: Staffanstorps kommun) é uma comuna da Suécia do condado de Escânia. Sua capital é a cidade de Staffanstorp. Possui 107 quilômetros quadrados e segundo censo de 2018, havia 24 724 pessoas. Em seu territória fica a paróquia de São Estêvão (Sankt Staffan).